# Onthophagus iodiellus
Onthophagus iodiellus là một loài bọ cánh cứng trong họ Bọ hung (Scarabaeidae).